# كنيس إلياهو حزان
كنيس إلياهو حزان أو معبد إلياهو حزان، هو كنيس يهودي. يقع في 5 شارع فاطمة اليوسف في سبولارتينج بحي شرق بمدينة الإسكندرية في مصر. بٌني عام 1928.